# Discografia de Westside Connection
A discografia de Westside Connection, um supergrupo de Gangsta rap estadunidense, consiste em dois álbuns de estúdio, uma coletânea e três singles.

## Álbuns

### Álbuns de estúdio
| 1996                                                              | Bow Down - 1° álbum de estúdio - Lançamento: 22 de outubro de 1996 - Gravadora: Priority - Formato: CD, Cassette, Download digital, LP                | 2  | 1 | 45 | —  | —   | - : 1,700,000 - : 2,000,000 | - : Platina - : Ouro |
| 2003                                                              | Terrorist Threats - 2° álbum de estúdio - Lançamento: 9 de dezembro de 2003 - Gravadora: Hoo-Bangin' Records, Capitol - Formato: CD, Download digital | 16 | 3 | —  | 94 | 119 | - : 679,000 - : 1,000,000   | - : Ouro - : Ouro    |
| "—" denota álbuns lançados que não entraram nas paradas musicais. | |    |   |    |    |     |                             |                      |

### Coletâneas
| Ano  | Álbum |
| ---- | --- |
| 2007 | The Best Of West Side Connection : The Gangsta, The Killa & The Dope Dealer - 1° coletânea - Lançamento: 30 de novembro de 2007 - Gravadora: Priority - Formato: CD, Digital download |

## Singles
| 1996                                                              | "Bow Down"                         | 21 | 19 | 1  | 8 | 39 | —  | — | —  | Bow Down          |
| 1996                                                              | "Gangstas Make the World Go Round" | 40 | 30 | 10 | — | —  | —  | — | —  | Bow Down          |
| 2003                                                              | "Gangsta Nation"                   | 33 | 22 | 9  | — | 7  | 89 | 4 | 66 | Terrorist Threats |
| "—" denota álbuns lançados que não entraram nas paradas musicais. |                                    |    |    |    |   |    |    |   |    |                   |

## Outras canções que entraram nas paradas
| Ano  | Canção         | Posição | Álbum              |
| Ano  | Canção         | EUA R&B | Álbum              |
| ---- | -------------- | ------- | ------------------ |
| 1999 | "Let It Reign" | 60      | Thicker than Water |
| 2003 | "Lights Out"   | 61      | Terrorist Threats  |